# Petra Bachratá
Petra Bachratá (* 16. März 1975 in Krupina) ist eine slowakische Komponistin und Ärztin.

## Leben
Geboren im mittelslowakischen Krupina, begann Petra Bachratá nach erstem Unterricht in der Musikschule von Levice ihre Kompositionsstudien 1992 bei Ladislav Burlas. 1994–2000 setzte sie diese Ausbildung an der Hochschule für Musische Künste Bratislava (Vysoká škola múzických umení v Bratislave – VŠMU) bei Vladimír Bokes fort. Zudem besuchte sie Kompositionskurse am Pariser IRCAM Paris bei Ivan Fedele, im ungarischen Szombathely bei Brian Ferneyhough und im niederösterreichischen Reichenau bei Ivana Loudová. 1999 und 2000 war Bachratá Teilnehmerin am länderübergreifenden Kompositions- und Interpretationsprojekt „Music Without Borders in the Heart of Europe“. 2001 besuchte sie erneut am IRCAM Sommerkurse für Komposition und elektroakustische Musik bei Ferneyhough, Jonathan Harvey und Marc André Dalbavie. 2001–2003 war sie Mitglied im Komponistenkomitee des Slowakischen Musikfonds. 2004 war sie Referentin und aufgeführte Komponistin beim „1st Symposium on Cognition and Musical Arts“ in Curitiba, Brasilien. In diesem Jahr begann auch ihre Zusammenarbeit mit dem portugiesischen Schlagzeuger Pedro Carneiro, ungefähr seit derselben Zeit ist sie mit ihren Werken regelmäßig bei Festivals Neuer und elektroakustischer Musik in Europa, Nord- und Südamerika vertreten. 2006–2010 absolvierte sie ein Postgraduate Studium in Komposition und elektroakustischer Musik an der Universität Aveiro in Portugal, das sie mit einer Doktorarbeit zum Thema „Interacção Gestual na Música para Instrumentos e Sons Electroacústicos“ abschloss. In der Folge wurde sie dort Gastprofessorin für elektroakustische Komposition und zeitgenössische Kompositionstechniken.
Ihre Forschungsergebnisse präsentierte Bachratá bei Konferenzen in mehreren Ländern. In ihrer kompositorischen Arbeit setzt sie sich mit den vielfältigen Tendenzen der aktuellen Musik auseinander, wobei sie im akustischen Bereich vor allem Instrumentalbesetzungen bevorzugt und darüber hinaus Schwerpunkte im elektroakustischen und multimedialen Bereich setzt. 2014 gründete sie gemeinsam mit dem portugiesischen Komponisten Nuno Figueiredo in Levice den Verlag Ekolio Music Edition. Parallel zur Musik studierte Bachratá 1993–1999 Medizin an der Medizinischen Fakultät der Comenius-Universität in Bratislava. 2000 wurde sie Ärztin an der I. Neurologischen Abteilung des Universitätskrankenhauses in Bratislava, 2003 erhielt sie ihre Zertifizierung für Neurologie. Ab 2006 spezialisierte sie sich auf den Bereich Vertebrologie. Im selben Jahr erhielt sie ein Stipendium der Fundação para Ciência e a Technologia (FCT) in Lissabon.

## Preise und Auszeichnungen
- 1996 Sonderpreis beim Internationalen Kompositionswettbewerb „Jahr der Slowakischen Musik“ für Vízia sonáty
- 2002 Ján-Levoslav-Bella-Preis für Ontogenesis
- 2005 Finalistin beim Internationalen Wettbewerb für Computermusik „Pierre Schaeffer“ Pescara (Italien) mit Reflections
- 2005 1. Preis beim Internationalen Wettbewerb für elektroakustische Musik „Musica Nova“ Prag und Finalistin beim Internationalen Wettbewerb für elektroakustische Miniaturen „Confluencias“ Huelva (Spanien) mit Nunataq
- 2006 Finalistin beim Internationalen Wettbewerb für elektroakustische Musik Bourges (Frankreich) mit Nunataq
- 2007 Finalistin beim Internationalen Wettbewerb für elektroakustische Musik Musica Nova Prag mit Mystic Garden

## Werke (Auswahl)

### Orchester
- What if? (2008)

### Ensemble
- Subjective Risk… No Alternative für 16 Instrumente (2007)

### Duos und Kammermusik
- Choral e canon für Flöte, Klarinette und Fagott (1995)
- Vízia sonáty (Vision einer Sonate) für Violine und Klavier (1996)
- Trio für Violine, Violoncello und Klavier (1997)
- Aberácie (Abweichungen) für Streichquintett (1998)
- Konfrontácie (Konfrontation) für Klarinette, Violine und Violoncello (1999)
- Distantia für Flöte und Kontrabass (2000)
- Rituál für Blechbläserquintett (2005)
- Mystic Garden für Flöte, Akkordeon, Klavier und Elektronik (2007)
- Eyes Wide Shut für Flöte, Oboe, Klarinette, Violine, Viola, Violoncello, Klavier und Schlagzeug (2008)
- Somewhere… Where the Rainbow Ends für Flöte oder Bassflöte, Klarinette oder Bassklarinette, Klavier und Schlagzeug (2009)
- Frozen Colors für Klarinette, Klavier, Akkordeon, zwei Violinen und Violoncello (2011)
- Machina Lírica für Flöte und Gitarre (2012)
- Winter afternoon für Altsaxophon und Klavier (2014)

### Instrument solo
- Pieseň pre flautu (Lied für eine Flöte) (1997)
- Ontogenesis für Flöte (1997)
- Luminiscencia für Flöte (2001)
- Angakkoq für Bassklarinette (2004)
- Bagatelle für Klavier (2006)
- Vozes de aço (Stimmen aus Stahl) für Flöte (Piccolo, Flöte, Bassflöte und Stimme) (2008)
- 555 or Little More für Marimba (2011)

### Stimme(n) und Instrument(e)
- X-treme für Sopran, Bariton, Flöte, Klarinette, Harfe, Violine, Kontrabass und zwei Schlagwerker (2000)

### Elektroakustische Werke
- Reflections (2004)
- Nunataq (2005)
- Luminiscence. Elektroakustische Version (2006)

## CD-Diskographie (Auswahl)
- Ontogenesis – Monika Štreitová (Flöte) – auf: Brána naděje. The Gate of Hope (Erzbistum Olmütz, 2000)
- Choral e canon – Societa Rigata – auf: Seven Through Five (Slovart Records, CD 2001)
- Trio, Ontogensis, Aberácie, Konfrontácie, Distantia, X-treme – Diverse Solisten, Ensemble, Dirigent: Marián Lejava – auf: Petra Bachratá. Aberrationes (Ekolio, 2001)
- Luminiscencia – Monika Štreitová (Flöte) – auf: Luminiscence. Monika Duarte Štreitová (Slovart Records, 2006)
- Mystic Garden – Monika Štreitová (Flöte), Mária Mártonová Kormanová (Akkordeon), Andrea Bálešová (Klavier) – auf: Música Contemporânea (Numérica, 2007)
- Nunataq – auf: SHORT CIRCUIT. A MOSAIC. Electronic Musik in Slovakia 2006–2009 (Slowakisches Musikzentrum, 2010)
- Subjective Risk… No Alternativ – Ensemble Reconsil Wien, Dirigent: Roland Freisitzer – auf: RE:NEW MUSIC (Spectral Records, 2010)
- Eyes Wide Shut – Quasars Ensemble, Dirigent: Ivan Buffa – auf: Quasars Ensemble. Contemporary Reflections (Hevhetia, 2011)
- Bagatelle – Ivan Buffa (Klavier) – auf: Slovak Composers‘ Fifth Variations (Slovak Music Bridge, 2011)
- Machina Lírica – Machina Lírica Duo – auf: machina lírica (Slovart Records, 2014)
- Nunataq, Eyes Wide Shut, Mystic Garden, Luminiscencia, Somewhere… where the rainbow ends…, Vozes de Aço, Frozen Colors – Monika Duarte Štreitová (Flöte); Petra Bachratá (Elektronik); Trio Neue Musik; Performa Ensemble; Quasars Ensemble, Dirigent: Ivan Buffa – auf: Petra Bachratá. Mystic Garden (Slowakischer Musikfonds, 2021)[5]